# 藤原田麻呂
藤原 田麻呂（ふじわら の たまろ）は、奈良時代の公卿。名は太満侶とも記される。藤原式家の祖である参議・藤原宇合の五男。官位は従二位・右大臣、贈正二位。号は蜷淵大臣。

## 経歴
天平12年（740年）長兄が起こした藤原広嗣の乱に連座して隠岐国に配流。天平14年（742年）罪を赦されて帰京するが、政治とは関わらず、蜷淵の山中に隠棲する。仏教への信仰心が厚く、修行に努めた。
天平宝字5年（761年）正月に従五位下・礼部少輔に叙任される。また、同月には保良京に派遣されて諸司の史生以上の官人に宅地を班給するなど、造宮使として保良宮造営を担当する。同年10月には淳仁天皇が保良宮へ遷幸することになり造宮使が叙位を受け、田麻呂は従五位上に昇進する。同年11月に新羅征討のために節度使が再設置されると、南海道節度副使に任ぜられる。左虎賁衛督を経て、天平宝字6年（762年）3月に石上宅嗣に替わって遣唐副使に任ぜられているが、安芸国から難波江口に曳航した遣唐使船が座礁・破損したため、4月に遣唐使節の規模を縮小し、田麻呂は副使を解かれた。その後、天平宝字7年（763年）美濃守次いで陸奥出羽按察使と地方官を務める。天平宝字8年（764年）正月に正五位下に叙せられる。
同年9月に発生した藤原仲麻呂の乱後に右中弁兼外衛中将と文武の要職に抜擢されると、天平神護元年（765年）正五位上・外衛大将、天平神護2年（766年）従四位上・参議と、称徳朝において急速に昇進を果たして、叙爵後僅か5年程で公卿に列した。神護景雲2年（768年）大宰大弐に任ぜられているが、これは称徳天皇及び道鏡が藤原式家官人を排斥して、道鏡の一族である弓削氏や河内国を出自とする百済王氏や葛井氏に権力基盤を移す意向に基づいた人事と考えられる。
宝亀元年（770年）光仁天皇の即位に伴い正四位下に叙せられる。光仁天皇を擁立した藤原良継らによる式家主導体制が確立する中、宝亀2年（771年）には田麻呂は従三位に昇叙され兵部卿を兼ねる。しかし、宝亀5年（774年）に兵部卿を去ると、しばらく重要な官職の兼任はなくなり、弟の参議・藤原百川が没してまもない宝亀10年（779年）10月になってようやく中務卿を兼帯する。この事から、田麻呂を権力の中枢から遠ざけようとした百川の意図があった可能性が指摘されている。
その後は、光仁朝末の宝亀11年（780年）に正三位・中納言、桓武天皇が即位した翌天応元年（781年）には、右大臣・大中臣清麻呂、大納言・石上宅嗣の死去に伴い、大納言兼近衛大将へと、順調に昇進する。光仁朝末から桓武朝にかけての急速な昇進については、両天皇からの信頼の厚さもさることながら、太政官の勢力を抑制して天皇権力の確立を企図していた両天皇から、温厚・恭順な性格ゆえに田麻呂を重用しても天皇権力の妨げとはならないと思われていたことが窺われる。
天応2年（782年）左大臣・藤原魚名の失脚に伴い、従二位・右大臣として太政官の首班に立つが、翌延暦2年（783年）3月19日薨去。享年62。最終官位は右大臣従二位兼近衛大将皇太子傳。

## 人物
腰が低く謙虚で、人と争うような事がなかったという。多感な少年期から青年期にかけて兄弟の藤原広嗣・綱手の誅殺や自身も隠岐へ配流された経験が、この性格の形成に影響したとも考えられる。

## 官歴
注記のないものは『続日本紀』による。
- 天平宝字5年（761年） 正月2日：従五位下。正月21日：見礼部少輔。10月28日：従五位上。11月17日：南海道節度副使
- 時期不詳：左虎賁衛督
- 天平宝字6年（762年） 3月1日：遣唐副使
- 天平宝字7年（763年） 正月9日：美濃守。7月14日：陸奥出羽按察使
- 天平宝字8年（764年） 正月7日：正五位下。10月20日：右中弁、外衛中将
- 天平神護元年（765年） 正月7日：正五位上。2月5日：外衛大将
- 時期不詳：従四位下。丹波守
- 天平神護2年（766年） 7月22日：参議。12月2日：従四位上
- 天平神護3年（767年） 2月28日：兼右兵衛督
- 神護景雲2年（768年） 11月13日：大宰大弐。
- 宝亀元年（770年） 10月1日：正四位下
- 時期不詳：左衛士督
- 宝亀2年（771年） 閏3月1日：兼三河守。7月23日：兵部卿。11月26日：正四位上。11月27日：従三位
- 宝亀7年（776年） 10月23日：摂津大夫
- 宝亀10年（779年） 9月4日：中務卿。12月25日：中衛権大将
- 宝亀11年（780年） 2月1日：中納言
- 天応元年（781年） 4月14日：東宮傅。4月15日：正三位。6月27日：大納言兼近衛大将
- 延暦元年（782年） 6月21日：右大臣、従二位[13]
- 延暦2年（783年） 3月19日：贈正二位